# Portsmouth, Ohio
Portsmouth este un oraș și sediul comitatului Scioto din statul Ohio, Statele Unite ale Americii.

## Orașe înfrățite
Format:SisterCities
| - - Great Corby, England, United Kingdom - - Orizaba, Mexico - - Zittau, Sachsen, Germany |